# ای‌آر (ئی‌پی)
ای‌آر (به انگلیسی: AR) اولین آلبوم چندآهنگه توسط خوانندهٔ آمریکایی ادیسون ری می‌باشد که در ۱۸ اوت ۲۰۲۳ از سوی سندلات رکوردز و آتلانتیک رکوردز منتشر گردید. تک‌آهنگ اصلی این ئی‌پی تحت عنوان «شیفته» در ۱۹ مارس سال ۲۰۲۱ منتشر شد.
ای‌آر یک آلبوم پاپ و بابلگام پاپ می‌باشد که از الکتروپاپ، سینث-پاپ و دنس پاپ تأثیر گرفته است، و رولینگ استون آن را «پاپ پلاستیکی و آکبندی که کاربران آنلاین به‌طور طعنه‌آمیز و سپس جدی از آن استقبال می‌کنند» توصیف نموده است. این آلبوم ۴ قطعه دارد تک‌آهنگ نخست ری «شیفته» به عنوان قطعهٔ ویژه و اضافه در اسپاتیفای ارائه شده است. این ئی‌پی به‌خاطر ترانه‌های ماندگار، ملودی‌های گیرا و توانایی ری در زنده کردن حال‌و‌هوای پاپ دههٔ ۲۰۰۰ و ۲۰۱۰ مورد تحسین منتقدان قرار گرفت.
این پروژه در اسپاتیفای با ۶٫۶ میلیون استریم توانست جزو ۱۰ ای‌پی زنانه با قوی‌ترین شروع در تاریخ اسپاتیفای شود. این اثر همچنین در جدول آلبوم‌های هیت‌سیکرز بیلبورد آمریکا نیز در جایگاهٔ ۱۹ قرار گرفت.